# كورتيس دبليو. هوارد
كورتيس دبليو. هوارد (بالإنجليزية: Curtis W. Howard)‏ هو ضابط أمريكي، ولد في 31 أغسطس 1917 في غوام في الولايات المتحدة، وتوفي في 4 يونيو 1942 في المحيط الهادئ.